# Duarte Pacheco Pereira

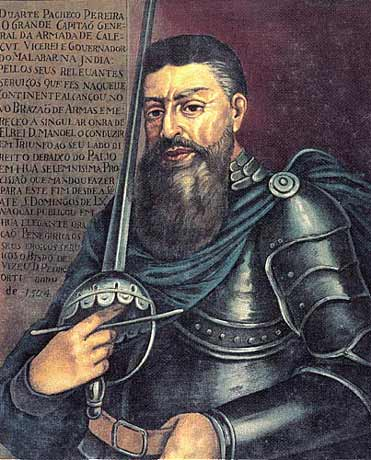
Duarte Pacheco Pereira.

Duarte Pacheco Pereira (Lisboa, ¿1460?— 1533) fue un navegante, militar y cosmógrafo portugués que participó en varias exploraciones secretas a servicio de los reyes de Portugal en las que algunos creen que habría llegado a las costas de Brasil.
Viajó particularmente por la parte central del océano Atlántico, al oeste de las islas de Cabo Verde, a lo largo de la costa occidental de África y de India. Sus logros en la estrategia de la guerra, la exploración, las matemáticas y la astronomía fueron de un nivel excepcional para la época.

## Biografía
Duarte Pacheco Pereira habría nacido en fecha incierta (según algunos en 1460 en Lisboa, afirmándose incluso que en Santarém) y era hijo de João Pacheco e Isabel Pereira.
El más antiguo de sus antepasados conocidos fue Diego López Pacheco, señor de Ferreira de Aves, uno de los asesinos de la reina portuguesa Inés de Castro. Habiendo huido a Castilla, luego regresó en la época de la crisis de 1383-1385, apoyando al entonces Maestre de Avis (futuro João I de Portugal), con quién logró recuperar la totalidad de sus bienes, convirtiéndose en uno de los consejeros del nuevo monarca.
En su juventud sirvió como escudero del rey de Portugal. En 1485 se encuentra un Duarte Pacheco ya letrado, recibiendo una beca de estudio del monarca. Caballero de la casa de João II de Portugal (1481-95), contrariamente a la tradición, es poco probable que hubiera ido en 1482 a São Jorge da Mina, en el golfo de Guinea, donde Diogo de Azambuja comenzaba la construcción de la factoría de São Jorge da Mina.
Más tarde, en 1488 habría participado en la exploración de la costa occidental de África. Él junto con su expedición habría enfermado con fiebre y habrían perdido su barco. De acuerdo con la obra Décadas da Ásia, del cronista João de Barros, Bartolomeu Dias, que regresaba de la primera travesía que había doblado el cabo de Buena Esperanza, lo encontró gravemente enfermo en la isla de Príncipe, en el golfo de Guinea, y lo llevó de regreso a Portugal.
El conocimiento que adquirió de la expedición de Días, así como sus propias exploraciones, le valieron el cargo de geógrafo oficial de la monarquía portuguesa. Reconocido ya como experto geógrafo y cosmógrafo, en 1490 vivía en Lisboa de una pensión real a la que su título le daba derecho como guardia personal del rey. En 1494 integró la delegación portuguesa que negoció Tratado de Tordesillas, siendo el 7 de junio de ese mismo año uno de los firmante en «calidad de permanente de la casa del señor rey de Portugal» (qualidade de continuo da casa do senhor rei de Portugal). Ese tratado, sancionado por el Papa, dividió el mundo no-cristiano entre Portugal y España.
Entre 1495 y 1499 habría desempeñado alguna misión en la factoría de São Jorge da Mina, realizando viajes por el Atlántico Sur.

### La supuesta expedición secreta por el Atlántico
En 1498 el rey D. Manuel I le habría puesto al mando de una flota compuesta por ocho barcos, una expedición secreta organizada con el objetivo de reconocer las zonas situadas más allá de la línea de la demarcación de Tordesillas, expedición que, partiendo del archipiélago de las islas de Cabo Verde, algunos creen que habría culminado con el descubrimiento del Brasil, en algún punto de la costa de Maranhão o Pará, entre los meses de noviembre y diciembre de ese año. Desde allí habría seguido la costa en dirección norte, llegando a la desembocadura del río Amazonas y la isla de Marajó.
Duarte Pacheco probablemente habría llegado a Brasil en 1498, dos años antes que Pedro Álvares Cabral,  en cabo de Santo Antão en el Nordeste. Vicente Yáñez Pinzón llegó en enero de 1500 a Marajó. El viaje de Pinzón y Lepe y la llegada de ambos a Brasil no aparece en la mayoría de los trabajos de la historia oficial de Brasil, ya que, por el Tratado de Tordesillas, ambas tierras descubiertas pertenecían, de hecho, a Portugal.

### Expediciones a la India
El 6 de abril de 1503, al mado de la nao Espíritu Santo, integrante de la escuadra de Afonso de Albuquerque, partió para la India. En 1504 estaba a cargo de la defensa de la fortaleza de Cochin, un protectorado portugués en la India, con 150 hombres y algunos indianos, donde mantuvo victorioso el sitio del zamorín de Calicut, que tenía 50.000 hombres. Aunque ampliamente superados en número por el enemigo, resistieron con éxito los ataques durante cinco meses, hasta que el oponente abandonó el cerco. Habiendo ejercido los cargos de capitán general de la Armada de Calicut y virrey y gobernador de Malabar, en la India, regresó a Lisboa en 1505, siendo recibido de forma triunfal en las calles y honrado por el rey. En Lisboa sus acciones en la India fueron divulgadas y un relato de ellas fue enviado al Papa y a otros reyes de la cristiandad. Fue como una especie de héroe internacional y ese mismo año 1505 comenzó la redacción del libro Esmeraldo de situ orbis, una obra que ha sido descrita como una de las primeras obras científicas importantes «informando sobre lo que había observado y experimentado en el entorno nuevamente descubierto». Nunca fue completado (se cree que trabajó en él hasta 1508) y no fue publicado hasta 1892, posiblemente, para evitar dar a otros países información sobre el valioso comercio de Portugal en Guinea.

La experiencia es la madre de todas las
cosas, por ella sabemos radicalmente
la verdad
A experiência é a madre de todas as
cousas, per ela soubemos redicalmente
a verdade...
Duarte Pacheco Pereira, en Esmeraldo de Situ Orbis, p. 196.

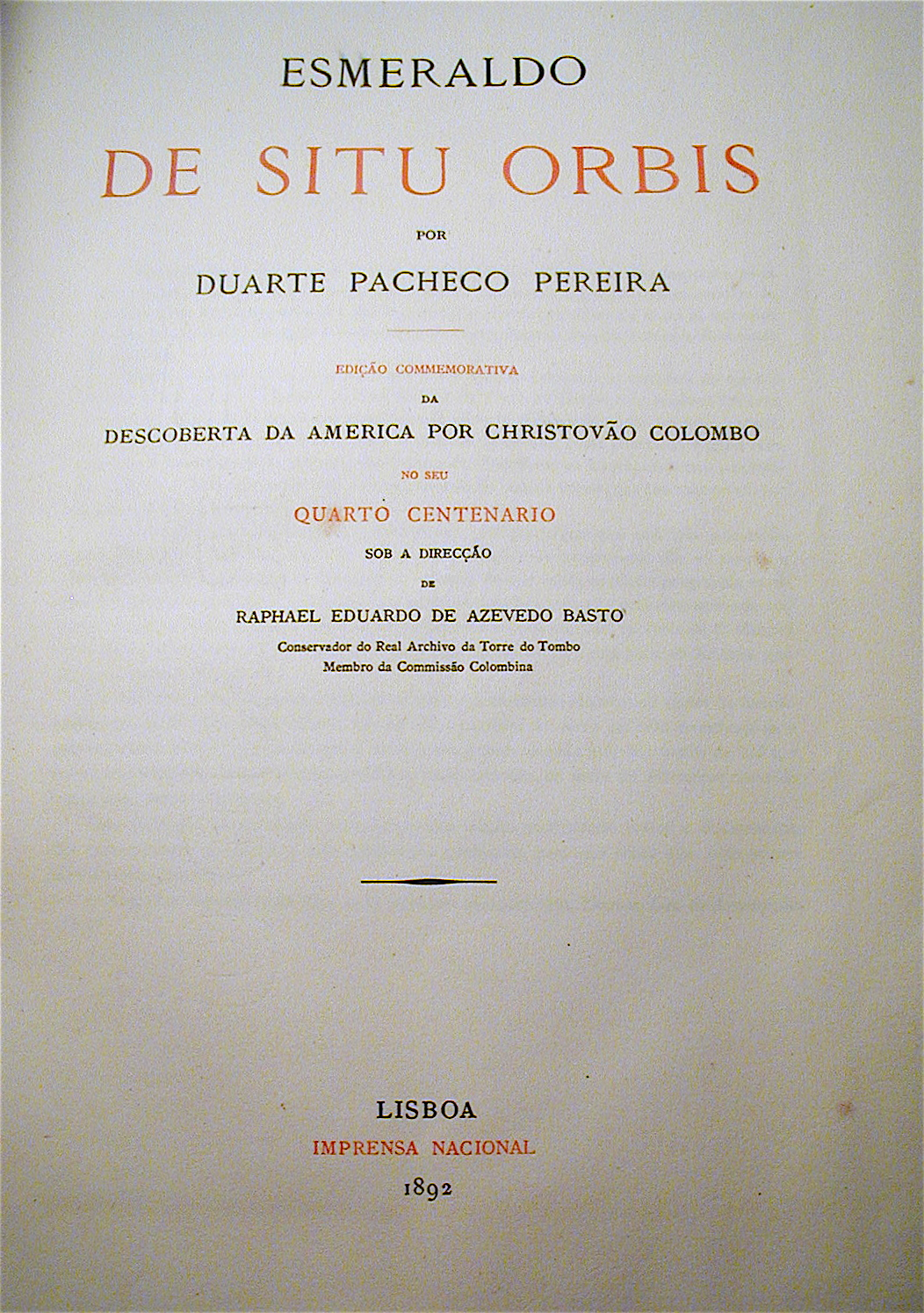
Portada de la primera edición impresa (1892).

Su diario (1506), conservado en el Archivo Nacional de Portugal (Torre do Tombo), es probablemente el primer documento europeo en reconocer al chimpancé, aunque descrito de forma rudimentaria.
En 1508 el soberano le encargó dar caza a Mondragon, un corsario francés que operaba entre las islas Azores y la costa portuguesa, donde atacaba a los barcos procedentes de la India. Duarte Pacheco lo localizó a lo largo de 1509 y el 18 de enero, frente al cabo Finisterre, donde fue derrotado y capturado. Entre septiembre y noviembre de 1510 sirvió en la Armada del Estrecho.
En 1511, comandó una flota enviada en socorro a Tánger, bajo el cerco de las fuerzas del rey de Fez. Se casó en 1513 con doña Antónia de Albuquerque, nieta de Duarte Galvão, secretario de João II de Portugal, que recibió del rey una dote de 120.000 reales, que le sería entregado en cuotas, hasta 1515.
En 1519 fue nombrado capitán y gobernador de la factoría y fortaleza de São Jorge da Mina, donde sirvió hasta 1522. Fue calumniado por sus enemigos en la corte con acusaciones de robo y corrupción y fue llamado a Portugal y encarcelado por orden del nuevo rey, Juan III, por la acusación de contrabando de oro, aunque actualmente no se conocen todavía las verdaderas razones de la decisión del monarca.
Fue exonerado por la Corona demostrando que era inocente. Pero el daño estaba hecho, y había perdido su gobierno, su riqueza e influencia. En 1524, en plena negociación diplomática entre Portugal y España por la posesión de las Molucas, Duarte Pacheco le dijo al embajador español que en su opinión las Molucas estaban dentro del hemisferio castellano del tratado de Tordesillas por unos cinco grados, y que él se ofrecía a descubrir la "India oriental" para el emperador Carlos. Finalmente el Emperador no aceptó la propuesta de Pacheco y terminó vendiendo las Molucas a Portugal en el tratado de Zaragoza.
Solamente recibió en 1529 de la Corona 300 cruzados (una antigua moneda de oro portuguesa), a título de parte del pago por las joyas que había llevado de São Jorge da Mina y que había confiado a la Casa da Mina para ser fundidas. A pesar de que fue absuelto, su protector, el rey Juan II de Portugal había muerto y había sido sustituido por un rey que no reconocía el valor de Duarte Pacheco. Pacheco había servido al rey anterior como escudero, y había servido al rey Manuel meramente como un servidor de alto rango. Su distancia de Lisboa y su éxito significaba que tenía muchos enemigos en el extranjero y pocos amigos en la capital para su defensa.
Murió en los primeros meses de 1533, solo y sin dinero. Poco después, el monarca le concedió a su hijo, João Fernandes Pacheco, una pensión anual de 20.000 reales. Como las pensiones reales a menudo se pagaban con retraso, la madre y el hijo tuvieron dificultades económicas, lo que les llevó a recurrir a un préstamo.

## El descubrimiento de Brasil
En relación con el descubrimiento de Brasil o de la posible exploración de las Antillas y de parte de América del Norte por Duarte Pacheco, se alegan las revelaciones cartográficas contenidas en el planisferio de Cantino, en que el autor presenta la información en el segundo capítulo de la primera parte. Resumidamente, el pasaje relata:

Tenemos sabido y visto como en el tercer año de vuestro reinado del año de Nuestro Señor de mil cuatrocientos noventa y ocho, donde a nos vuestra Alteza mandó descubrir la parte occidental, pasando más allá de la grandeza del mar Océano, donde es hallada y navegada una tan grande tierra firme, con muchas y grandes islas adyacentes a ella (...) y grandemente poblada (...) tanto se dilata su grandeza y corre con mucha largura, que de una parte a la otra no fue visto ni sabido el fin y cabo de ella. (...) Es hallado en ella mucho el pino brasil, con otras muchas cosas de que los navíos de estos reinos vienen grandemente cargados.
Temos sabido & visto como no terceiro anno de vosso Reynado do hano de nosso Senhor de mil quatrocentos noventa & oito, donde nos vossa alteza mandou descobrir ha parte oucidental passando alem ha grandeza do mar ociano onde he hachada & navegada huma tam grande terra firme, com muitas e grandes Ilhas ajacentes a ella, (...) grandemente pavorada, (...) tanto se dilata sua grandeza & corre com muita longuura que de huma parte nem da outra nem foy visto nem sabido ho fim & cabo della (...) he hachado nella munto e fino brazil com outras muitas couzas de que os navios nestes Reynos vem grandemente carregados.
Libro I, capítulo 2.

Es esta la primera carta de navegación portuguesa en mencionar la costa de Brasil y la abundancia del palo-brasil (Paubrasilia echinata). En el Atlántico Sur, entre las islas oceánicas, presenta, con su «ladezas» (latitudes), conocidas en la época: la Isla de San Lorenzo (islas de Fernando de Noronha); la isla de Ascensión (isla de Trinidad); la isla de Santa Clara (isla de Santana, frente a la costa de Macaé); y cabo Frío.
En diciembre de 1498, una flota de exploración de ocho barcos, al mando de Duarte Pacheco Pereira, supuestamente habría llegado a la costa brasileña, a la altura de los actuales estados de Pará y Maranhão. La primera llegada de los portugueses al continente sudamericano se habría mantenido en estricto secreto, ya que los portugueses trataban de impedir que los españoles tuvieran conocimiento de sus proyectos. Precisamente por ese estricto secreto, la historiografía española cuestiona este presunto descubrimiento, porque secreto y descubrimiento son dos conceptos contrarios y excluyentes.
Algunos historiadores piensan que Brasil ya era conocido por los portugueses por lo menos desde 1494, porque en el Tratado de Tordesillas el rey João II de Portugal insistió en que la línea originalmente a 100 leguas de Cabo Verde se trasladase a 370 leguas de Cabo Verde. La única explicación, para algunos, llegó en 1500 cuando Cabral asumió el descubrimiento de Brasil para Portugal, dentro de la línea divisoria fijada en 370 leguas. Esta sería una prueba más de que Portugal había conocido América del Sur, al menos, 6 años antes de que Cabral hubiese llegado allí y hacer de ella un territorio oficial portugués. Para otros historiadores el desplazamiento de 100 a 370 leguas dado al límite del meridiano, fue aconsejado por el propio Cristóbal Colón, a fin de ganar un espacio similar con el antemeridiano en Asia, donde se encontraba la verdadera riqueza, a cambio de ceder agua del océano a Portugal.
Duarte Pacheco Pereira habría estado en la costa de Brasil en 1493 y 1498. Es bastante probable que la flota de Cabral tuviera como principio primordial descubrir esa tierra y hacer la reivindicación para la Corona Portuguesa en virtud del Tratado de Tordesillas. Como prueba de este hecho, uno de los barcos habría regresado de inmediato a Portugal para comunicar la nueva información al rey Manuel I, mientras que el otro siguió hacia la India. En cualquier caso, el 22 de abril de 1500, Cabral nombró la isla de Santa Cruz, la tierra recién descubierta.
A este respecto, en el libro Foundations of the Portuguese empire, 1415-1580, los autores hacen el siguiente comentario:

«Lo que realmente es importante —dice Duarte Leite— es saber si Pacheco llegó a Brasil antes de Alvares Cabral» (22 de abril, 1500). De acuerdo con Luciano Pereira, por ejemplo, modernos historiadores portugueses como «Faustmo da Fonseca, Brito Rebelo, Lopes de Mendonca, y Jaime Cortesão dicen que hizo, así como... Vignaud; y creo que no faltan apoyos en Brasil». Sin embargo, dice Leite, si Pacheco no descubrió zonas al este de la línea de demarcación y no trajo noticias de esto a Manuel, «la razón que indujo a Don Manuel a mantener en secreto... tan importante descubrimiento se me escapa». Tan pronto como Cabral regresó en 1501, Manuel anunció el descubrimiento de Brasil a Fernando e Isabel de España. ¿Por qué no hizo en 1499, tras el regreso de Vasco da Gama, un anuncio similar, si Pacheco ya había descubierto el Brasil? «Ninguna objeción podría venir por parte de España», dada la división hecha por el Tratado de Tordesillas, ya que «de hecho no se produjo en 1501», cuando se anunció el descubrimiento de Cabral. «Estoy convencido de que Pacheco no descubrió el Brasil en 1498, ni estuvo presente dos años más tarde en su descubrimiento por Cabral».
"What really is important," Duarte Leite says, is "to know whether Pacheco arrived in Brazil before Alvares Cabral" (April 22, 1500). In agreement with Luciano Pereira, such modern Portuguese historians as "Faustmo da Fonseca, Brito Rebelo, Lopes de Mendonca, and Jaime Cortesao say he did. as does... Vignaud; and I believe he does not lack supporters in Brazil." However, says Leite, if Pacheco did discover areas east of the Line of Demarcation and did bring back news of this to Manuel, "the reason which induced Don Manuel to keep secret... such an important discovery escapes me."' As soon as Cabral returned in 1501, Manuel announced the discovery of Brazil to Ferdinand and Isabella of Spain. Why would he not in 1499, after the return of Vasco da Gama, make a similar announcement if Pacheco had already discovered Brazil? "No objection could come on the part of Spain," given the division made by the Treaty of Tordesillas, as "indeed none came in 1501" when Cabral's discovery was announced. "I am persuaded that Pacheco neither discovered Brazil in 1498 nor was present two years later at its discovery by Cabral.""

## Reconocimientos
La leyenda de Duarte Pacheco Pereira, se desarrolló después de su muerte. Luís de Camões, en Os Lusíadas le llama el Gran Pacheco Aquiles Lusitano (Grão Pacheco Aquiles Lusitano). Más tarde, en el siglo XVII, Jacinto Cordero le consagró dos comedias bastante largas en castellano y Vicente Cerqueira Doce, un poema en diez cantos, del que se perdió el rastro.
Según uno de sus más importantes biógrafos, el historiador portugués Joaquim Barradas de Carvalho (1920-80), que vivió exiliado en Brasil en la década de 1960, Duarte Pacheco fue un genio comparable a Leonardo da Vinci. Con una anticipación de más de dos siglos, el cosmógrafo fue el responsable de calcular el valor del grado del meridiano con un margen de error de sólo el 4%.

### Matrimonio y descendientes
Se casó con Antonia de Albuquerque, hija de Jorge Garcês y su esposa, Isabel de Albuquerque Galvão, a su vez única hija de Duarte Galvão con su primera esposa Catalina de Sousa y Albuquerque. Tuvieron ocho hijos:
- João Fernandes Pacheco, que se casó con doña Maria da Silva, sin descendencia y que tuvo una hija bastarda casada con descendencia;
- Jerónimo Pacheco, que murió soltero y sin descendencia en Tánger;
- María de Albuquerque, casada con João da Silva, Alcalde mayor de Soure, y tenía una hija casada y con descendencia;
- Isabel de Albuquerque;
- García Pacheco;
- Gaspar Pacheco;
- Duarte Pacheco
- Lisuarte Pacheco, un hijo bastardo de acuerdo a los registros. Luchó y murió a la edad de treinta años después de ser alcanzado por una flecha entre la sien y el cuello durante una desesperada batalla. Fue criado y entrenado por su padre como escudero y dominaba varias armas. Era un hombre con un constitución fornida, famoso por sus hazañas en la India, mientras estaba al mando de su padre. Fue nombrado caballero a la edad de 20. Luego mandó un barcoe contra la flota egipcia y resultó gravemente herido, pero continuó luchando más años en varios países y continentes, hasta su muerte. Se desconoce información sobre cualquier posible matrimonio o hijos. Su padre lo llamó así por personaje del rey Lisuarte de la obra el Amadís de Gaula.